# Бохот (река)
Бохот (Бохотя, в горното течение Курудере) е река в Северна България, област Велико Търново – община Велико Търново, десен приток на река Росица. Дължината ѝ е 32 km.
Река Бохот извира под името Курудере на 469 m н.в., на 800 m южно от село Ново село, община Велико Търново. Преминава през село Балван и язовир Баханица и се насочва на североизток, като проломява западната част на Търновските височини. На 2 km западно от село Хотница образува красивия Хотнишки водопад. След Хотница навлиза в Дунавската равнина и се влива отдясно в река Росица, на 57 m н.в., на 800 m югозападно от античния римски град Никополис ад Иструм.
Водосборният басейн на реката е 99 km2, което представлява 4,4% от водосборния басейн на Росица.
Основен приток – река Абилско дере, вливаща се в язовир „Баханица“. Основното подхранване на реката е главно от карстови води.
По течението на реката в община Велико Търново са разположени 2 села: Балван и Хотница.
Водите на реката се използват главно за напояване. В горното течение освен язовир Баханица, са изградени още два микроязовира в района на село Балван.

## Топографска карта
- Лист от карта K-35-28. Мащаб: 1 : 100 000.
- Лист от карта K-35-27. Мащаб: 1 : 100 000.